# Anisozyga moniliata
Anisozyga moniliata là một loài bướm đêm trong họ Geometridae.